# Куройоки
Куройоки — река в России, протекает по территории Лоухского района Карелии. Устье реки находится в 0,7 км по правому берегу реки Ромас. Длина реки — 11 км.
Образуется слиянием рек Хейное и Раудой.
В верхнем течении Куройоки имеет правый приток, вытекающий из озера Хуккаярви.

## Данные водного реестра
По данным государственного водного реестра России относится к Баренцево-Беломорскому бассейновому округу, водохозяйственный участок реки — Ковда от истока до Кумского гидроузла, включая озёра Пяозеро, Топозеро. Речной бассейн реки — бассейны рек Кольского полуострова и Карелии, впадает в Белое море.